# المنور (معسكر)
المنور بلدية تابعة لدائرة عكاز  ولاية معسكر تقع بين عكاز وعوف، يقطنها حوالي 17000 نسمة.